# Joaquim Nabuco
Joaquim Aurélio Barreto Nabuco de Araújo (Recife, 19 de agosto de 1849 - Washington, 17 de enero de 1910) fue un político, diplomático, historiador, abogado y periodista brasileño. Fue uno de los fundadores de la Academia Brasileña de Letras.

## Biografía
Hijo de un jurista y político de Bahía, senador del Imperio, José Tomás Nabuco de Araújo y de Ana Benigna Barreto Nabuco de Araújo, hermana del Marqués de Recife, Francisco Pais Barreto, establecidos en Recife. Joaquim Nabuco se opuso de manera vehemente a la esclavitud, contra la cual luchó tanto por medio de sus actividades políticas como de sus escritos. Hizo campaña contra la esclavitud en la Cámara de Diputados en 1878 y fundó la Sociedad Antiesclavista Brasileña, siendo responsable, en gran parte, de la abolición de la esclavitud en 1888. 
Después de la caída de la monarquía, se retiró de la vida política durante un tiempo. Más tarde sirvió como embajador en los Estados Unidos (1905-1910). Pasó muchos años tanto en el Reino Unido como en Francia, donde fue un activo defensor del panamericanismo, presidiendo la conferencia panamericana de 1906.
Fue padre de la escritora y traductora Carolina Nabuco, entre cuyas obras se encuentra una biografía de Joaquim Nabuco, su padre. 

## Concepciones políticas
Nabuco era monárquico y conciliaba esta posición política con su postura abolicionista. Atribuía a la esclavitud ser el mayor de los problemas de la sociedad política brasileña, defendiendo así que el trabajo servil fuese suprimido antes que cualquier otra reforma política. La abolición, a su juicio, no debería ser causa de una ruptura, ni un acto violento, sino del convencimiento de las ventajas que ofrecía a la sociedad. No apoyaba la idea de que fuesen los movimientos abolicionistas civiles los que debían conducir el proceso, sino el parlamento.

## Galería

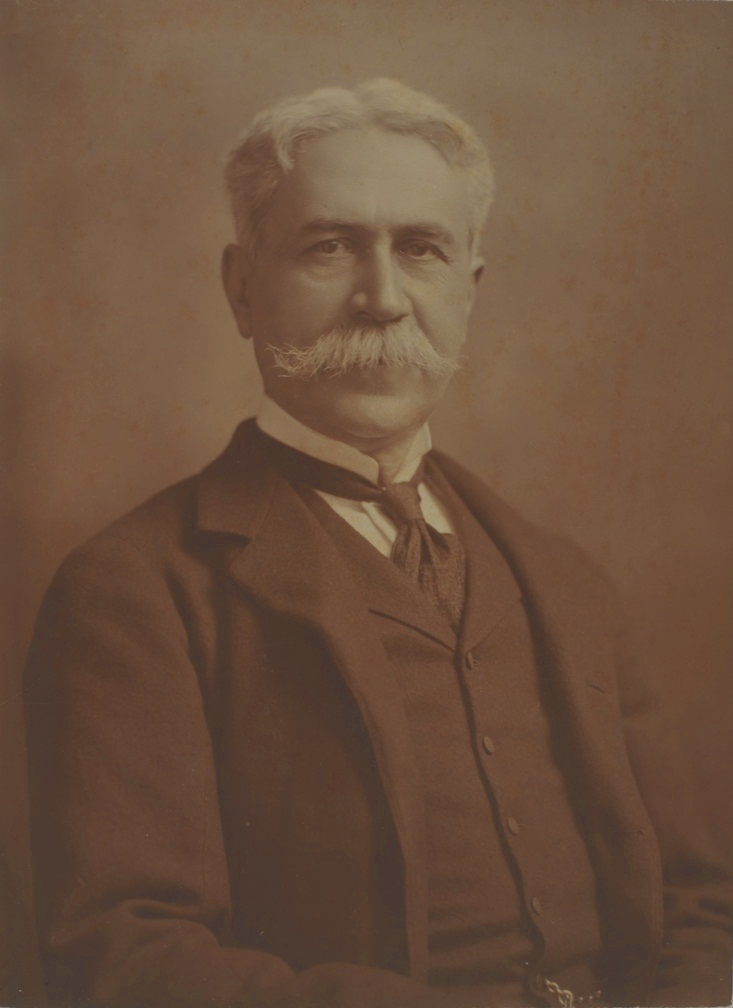
Joaquim Nabuco (1902).
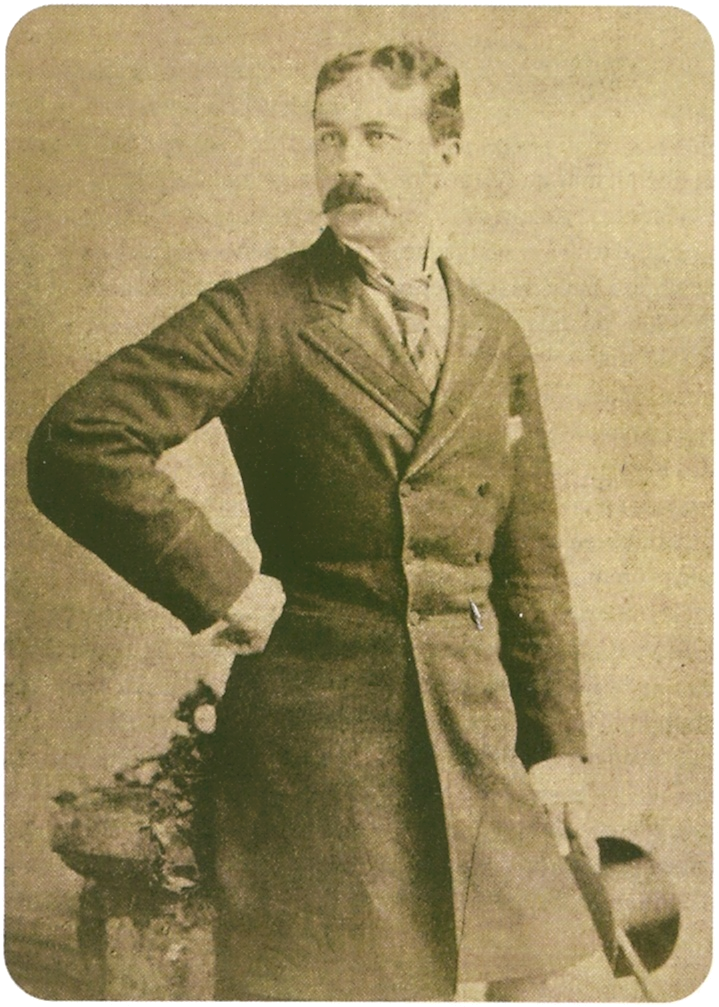
Joaquim Nabuco a los 29 (1878).
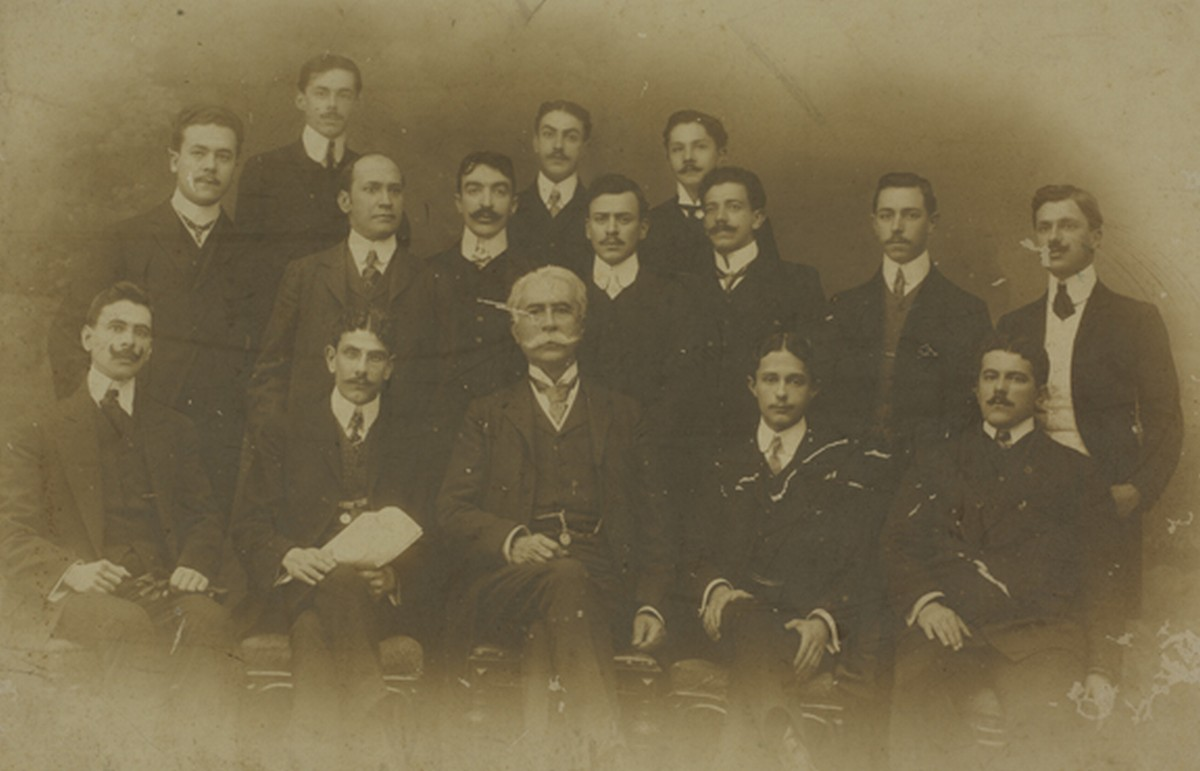
Nabuco, entre alumnos de la directiva del Centro Académico XI de Agosto, de la Facultad de Derecho del Largo de São Francisco, que dirigió (1906).
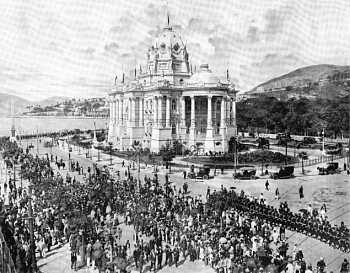
Cortejo fúnebre de Joaquim Nabuco frente al Palacio Monroe (1910).

## Obra
- Camões e os Lusíadas (1872)
- L'Amour est Dieu (poesía, 1874)
- O Abolicionismo (1883)
- Campanha abolicionista no Recife (1885)
- O erro do Imperador (historia, 1886)
- Escravos (poesía, 1886)
- Por que continuo a ser monarquista (1890)
- Balmaceda (biografía, 1895)
- O dever dos monarquistas (1895)
- A intervenção estrangeira durante a revolta (historia diplomática, 1896)
- Um estadista do Império (biografía, 1897-1899) tres volúmenes
- Minha formação (memorias, 1900)
- Escritos e discursos literários (1901)
- La Guerra del Paraguay (París, 1901) Versión castellana de Gonzalo Reparaz
- Pensées detachées et souvenirs (1906)
- Discursos e conferências nos Estados Unidos (traducción del inglés por Artur Bomilcar, 1911)
- Obras completas (1947-1949) 14 volúmenes organizados por Celso Cunha